# 梁川宗清
梁川 宗清（やながわ むねきよ）は、戦国時代から江戸時代初期にかけての武将。伊達氏の家臣。梁川氏の祖。梁川城主。

## 生涯
天文元年（1532年）、伊達氏14代当主・伊達稙宗の八男として誕生。この年、稙宗は居城を梁川城から西山城に移している。
天文10年（1541年）、父の稙宗は鷹狩りの帰途、長男の晴宗に襲撃され捕縛された。稙宗は西山城に幽閉され、伊達氏内部での権力抗争、いわゆる「天文の乱」が始まった。天文12年（1543年）、宗清は梁川城主となり梁川氏を称した。天文17年（1548年）、天文の乱は晴宗派の勝利で終結した。稙宗は伊達家の家督を晴宗に譲って丸森城に隠居した。伊達氏15代当主となった晴宗は米沢城に本拠を移した。永禄8年（1565年）、晴宗は嫡男の輝宗に家督を譲り、杉目城に隠居した。輝宗は伊達氏16代当主・米沢城主となった。この年、父の稙宗が隠居地の丸森城で没した。天正5年（1577年）、晴宗が隠居地の杉目城で没した。
天正7年（1579年）、嫡子の白石宗直が梁川城で誕生した。天正8年（1580年）、次男の村田宗友が梁川城で誕生した。天正12年（1584年）に宗清は隠居し、鉄斎と称した。梁川氏は嫡子の宗直（6歳）が梁川氏2代目当主となった。またこの年、輝宗は嫡男の政宗に家督を譲り、政宗が伊達氏17代当主・米沢城主となっている。翌年、輝宗は没した。天正17年（1589年）、政宗が居城を黒川城に移すのに伴い、米沢城留守居を任ぜられた。天正19年（1591年）6月、葛西大崎一揆に伊達軍が出陣する際、宗清は国分盛重と共に米沢城留守居を命じられた。またこの年、豊臣秀吉による奥州再仕置により、政宗は岩出山城へ所替され、宗清もこれに従った。
文禄2年（1593年）、嫡男の宗直が白石氏（水沢城）の白石宗実の娘と婚姻した。また次男の宗友も村田宗殖の婿養子となった。慶長4年（1599年）、白石宗実が没した。宗直の子で白石氏嗣子の白石宗貞はいまだ幼少だったため、宗直が後見となり白石宗直と称した。
慶長9年（1604年）12月4日死去。享年73。梁川伊達氏は嗣子なく断絶した。のち、宗直の子の宗元が梁川姓を称して再興し、梁川伊達氏として仙台藩内の序列に於いて準一家に列した。

## 系譜
- 父：伊達稙宗
- 母：中館氏娘（稙宗側室）
- 室：大條宗家の娘
  - 長男：白石宗直（白石宗実の養子）
  - 次男：村田宗友（村田宗殖の養子）
  - 長女：小梁川宗重の室
  - 次女：西大立目重信の室